# Kabinet-Attlee II
Het kabinet–Attlee II was de uitvoerende macht van de Britse overheid van 28 februari 1950 tot 26 oktober 1951. Het kabinet werd gevormd door de Labour Party na de verkiezingen van 1950 met Clement Attlee de partijleider van de Labour Party als een tweede termijn als premier. Na de vervroegde verkiezingen ging het kabinet op enkele kleine wijziging na het zelfde door.

## Samenstelling
| Ambtsbekleder                                                           | Ambtsbekleder         | Ambtsbekleder                                                     | Functie(s)                                         | Ambtstermijn      | Ambtstermijn    | Partij       |  |
| ----------------------------------------------------------------------- | --------------------- | ----------------------------------------------------------------- | -------------------------------------------------- | ----------------- | --------------- | ------------ |  |
|                                                                         | Clement Attlee        | Clement Attlee (1883–1967)                                        | Premier                                            | 26 juli 1945      | 26 oktober 1951 | Labour Party |  |
|                                                                         | Herbert Morrison      | Herbert Morrison (1888–1965)                                      | Vicepremier                                        | 26 juli 1945      | 26 oktober 1951 | Labour Party |  |
| Lord President of the Council                                           | Herbert Morrison      | Herbert Morrison (1888–1965)                                      | 9 maart 1951                                       | 26 juli 1945      |                 | Labour Party |  |
| Leader of the House of Commons                                          | Herbert Morrison      | Herbert Morrison (1888–1965)                                      | 9 maart 1951                                       | 26 juli 1945      |                 | Labour Party |  |
| Minister van Buitenlandse Zaken                                         | Herbert Morrison      | Herbert Morrison (1888–1965)                                      | 9 maart 1951                                       | 26 oktober 1951   |                 | Labour Party |  |
|                                                                         | Stafford Cripps       | Sir Stafford Cripps (1889–1952)                                   | Minister van Financiën                             | 13 november 1947  | 19 oktober 1950 | Labour Party |  |
|                                                                         | Hugh Gaitskell        | Hugh Gaitskell (1906–1963)                                        | Minister van Financiën                             | 19 oktober 1950   | 26 oktober 1951 | Labour Party |  |
|                                                                         | Ernest Bevin          | Ernest Bevin (1881–1951)                                          | Minister van Buitenlandse Zaken                    | 26 juli 1945      | 9 maart 1951    | Labour Party |  |
|                                                                         | Chuter Ede            | Chuter Ede (1882–1965)                                            | Minister van Binnenlandse Zaken                    | 26 juli 1945      | 26 oktober 1951 | Labour Party |  |
| Leader of the House of Commons                                          | Chuter Ede            | Chuter Ede (1882–1965)                                            | 9 maart 1951                                       |                   | 26 oktober 1951 | Labour Party |  |
|                                                                         | Christopher Addison   | Burggraaf Addison Christopher Addison (1869–1951)                 | Lord President of the Council                      | 9 maart 1951      | 26 oktober 1951 | Labour Party |  |
| Leader of the House of Lords                                            | Christopher Addison   | Burggraaf Addison Christopher Addison (1869–1951)                 | 26 juli 1945                                       |                   | 26 oktober 1951 | Labour Party |  |
| Lord Privy Seal                                                         | Christopher Addison   | Burggraaf Addison Christopher Addison (1869–1951)                 | 7 oktober 1947                                     | 9 maart 1951      |                 | Labour Party |  |
| Lord Privy Seal                                                         |                       | Ernest Bevin                                                      | Ernest Bevin (1881–1951)                           | 9 maart 1951      | 14 april 1951   | Labour Party |  |
| Lord Privy Seal                                                         |                       |                                                                   |                                                    |                   |                 |              |  |
| Lord Privy Seal                                                         |                       | Richard Stokes                                                    | Richard Stokes (1897–1957)                         | 26 april 1951     | 26 oktober 1951 | Labour Party |  |
|                                                                         | William Jowitt        | Baron Jowitt William Jowitt (1885–1957)                           | Lord Chancellor                                    | 26 juli 1945      | 26 oktober 1951 | Labour Party |  |
|                                                                         | Manny Shinwell        | Manny Shinwell (1884–1986)                                        | Minister van Defensie                              | 28 februari 1950  | 26 oktober 1951 | Labour Party |  |
|                                                                         | Manny Shinwell        | John Strachey (1901–1963)                                         | Minister voor Oorlog                               | 28 februari 1950  | 26 oktober 1951 | Labour Party |  |
|                                                                         | Hugh Dalton           | Burggraaf Hall George Hall (1881–1965)                            | Minister voor de Marine                            | 4 oktober 1946    | 24 mei 1951     | Labour Party |  |
|                                                                         | Frank Pakenhan        | Baron Pakenham Frank Pakenham (1905–2001)                         | Minister voor de Marine                            | 24 mei 1951       | 26 oktober 1951 | Labour Party |  |
|                                                                         |                       | Arthur Henderson II (1893–1968)                                   | Minister voor de Luchtmacht                        | 7 oktober 1947    | 26 oktober 1951 | Labour Party |  |
|                                                                         | Harold Wilson         | Harold Wilson (1916–1995)                                         | Minister van Handel                                | 29 september 1947 | 24 april 1951   | Labour Party |  |
|                                                                         | Hartley Shawcross     | Sir Hartley Shawcross (1882–1965)                                 | Minister van Handel                                | 24 april 1951     | 26 oktober 1951 | Labour Party |  |
|                                                                         | Aneurin Bevan         | Aneurin Bevan (1897–1960)                                         | Minister van Volksgezondheid                       | 26 juli 1945      | 17 januari 1951 | Labour Party |  |
|                                                                         | Hilary Marquand       | Hilary Marquand (1901–1972)                                       | Minister van Volksgezondheid                       | 17 januari 1951   | 26 oktober 1951 | Labour Party |  |
|                                                                         | George Isaacs         | George Isaacs (1883–1979)                                         | Minister van Arbeid                                | 26 juli 1945      | 17 januari 1951 | Labour Party |  |
|                                                                         | Aneurin Bevan         | Aneurin Bevan (1897–1960)                                         | Minister van Arbeid                                | 17 januari 1951   | 24 april 1951   | Labour Party |  |
|                                                                         | Alfred Robens         | Alfred Robens (1910–1990)                                         | Minister van Arbeid                                | 24 april 1951     | 26 oktober 1951 | Labour Party |  |
|                                                                         |                       | George Tomlinson (1890–1952)                                      | Minister van Onderwijs                             | 10 februari 1947  | 26 oktober 1951 | Labour Party |  |
|                                                                         | Alfred Barnes         | Alfred Barnes (1887–1974)                                         | Minister van Transport                             | 26 juli 1945      | 26 oktober 1951 | Labour Party |  |
|                                                                         | Richard Stokes        | Richard Stokes (1897–1957)                                        | Minister van Openbare Werken                       | 28 februari 1950  | 26 april 1951   | Labour Party |  |
|                                                                         | George Brown          | George Brown (1914–1985)                                          | Minister van Openbare Werken                       | 26 april 1951     | 26 oktober 1951 | Labour Party |  |
|                                                                         | Tom Williams          | Tom Williams (1897–1977)                                          | Minister van Landbouw en Visserij                  | 26 juli 1945      | 26 oktober 1951 | Labour Party |  |
|                                                                         | Albert Alexander      | Burggraaf Alexander van Hillsborough Albert Alexander (1885–1965) | Kanselier van het Hertogdom Lancaster              | 28 februari 1950  | 26 oktober 1951 | Labour Party |  |
|                                                                         |                       | Jim Griffiths (1890–1975)                                         | Minister voor Koloniale Zaken                      | 28 februari 1950  | 26 oktober 1951 | Labour Party |  |
|                                                                         | Patrick Gordon Walker | Patrick Gordon Walker (1907–1980)                                 | Minister voor Gemenebest Zaken                     | 28 februari 1950  | 26 oktober 1951 | Labour Party |  |
|                                                                         |                       | Hector McNeil (1907–1955)                                         | Minister voor Schotland                            | 28 februari 1950  | 26 oktober 1951 | Labour Party |  |
|                                                                         | Philip Noel-Baker     | Philip Noel-Baker (1889–1982)                                     | Minister voor Energie                              | 28 februari 1950  | 26 oktober 1951 | Labour Party |  |
|                                                                         | Hilary Marquand       | Hilary Marquand (1901–1972)                                       | Minister voor Pensioenen                           | 2 juli 1948       | 17 januari 1951 | Labour Party |  |
|                                                                         | George Isaacs         | George Isaacs (1883–1979)                                         | Minister voor Pensioenen                           | 17 januari 1951   | 26 oktober 1951 | Labour Party |  |
|                                                                         | Edith Summerskill     | Edith Summerskill (1901–1980)                                     | Minister voor Verzekeringen                        | 28 February 1950  | 26 oktober 1951 | Labour Party |  |
|                                                                         | Hugh Dalton           | Hugh Dalton (1887–1962)                                           | Minister voor Lokale Zaken en Ruimtelijke Ordening | 28 februari 1950  | 26 oktober 1951 | Labour Party |  |
| Formeel geen leden van het kabinet, maar woonde kabinetsvergadering bij |                       |                                                                   |                                                    |                   |                 |              |  |
| Ambtsbekleder                                                           | Ambtsbekleder         | Ambtsbekleder                                                     | Functie(s)                                         | Ambtstermijn      | Ambtstermijn    | Partij       |  |
|                                                                         | Gordon Macdonald      | Baron Macdonald van Gwaenysgor Gordon Macdonald (1888–1966)       | Thesaurier- generaal                               | 1 april 1949      | 26 oktober 1951 | Labour Party |  |
|                                                                         | Hartley Shawcross     | Sir Hartley Shawcross (1882–1965)                                 | Advocaat- generaal                                 | 26 juli 1945      | 24 april 1951   | Labour Party |  |
|                                                                         | Frank Soskice         | Sir Frank Soskice (1902–1979)                                     | Advocaat- generaal                                 | 24 april 1951     | 26 oktober 1951 | Labour Party |  |
|                                                                         |                       | Ness Edwards (1897–1968)                                          | Minister van Posterijen                            | 28 februari 1950  | 26 oktober 1951 | Labour Party |  |

Russell I ·
Smith-Stanley I ·
Hamilton-Gordon ·
Temple I ·
Smith-Stanley II ·
Temple II ·
Russell II ·
Smith-Stanley III ·
Disraeli I ·
Gladstone I ·
Disraeli II ·
Gladstone II ·
Gascoyne-Cecil I ·
Gladstone III ·
Gascoyne-Cecil II ·
Gladstone IV ·
Primrose ·
Gascoyne-Cecil III ·
Gascoyne-Cecil IV ·
Balfour ·
Campbell-Bannerman ·
Asquith I ·
Asquith II ·
Asquith III ·
Asquith IV ·
Lloyd George I ·
Lloyd George II ·
Law ·
Baldwin I ·
MacDonald I ·
Baldwin II ·
MacDonald II ·
MacDonald III ·
MacDonald IV ·
Baldwin III ·
Chamberlain I ·
Chamberlain II ·
Churchill I ·
Churchill II ·
Attlee I ·
Attlee II ·
Churchill III ·
Eden ·
Macmillan I ·
Macmillan II ·
Douglas-Home ·
Wilson I ·
Wilson II ·
Heath ·
Wilson III ·
Callaghan ·
Thatcher I ·
Thatcher II ·
Thatcher III ·
Major I ·
Major II ·
Blair I ·
Blair II ·
Blair III ·
Brown ·
Cameron I ·
Cameron II ·
May I ·
May II ·
Johnson I ·
Johnson II ·
Truss ·
Sunak ·
Starmer